# La Independencia, Bella Vista
La Independencia är en ort i Mexiko.   Den ligger i kommunen Bella Vista och delstaten Chiapas, i den sydöstra delen av landet, 800 km sydost om huvudstaden Mexico City. La Independencia ligger 2 364 meter över havet och antalet invånare är 357.
Terrängen runt La Independencia är bergig åt nordväst, men åt sydost är den kuperad. La Independencia ligger uppe på en höjd. Runt La Independencia är det ganska tätbefolkat, med 78 invånare per kvadratkilometer. Närmaste större samhälle är Frontera Comalapa, 18,0 km nordost om La Independencia. Omgivningarna runt La Independencia är en mosaik av jordbruksmark och naturlig växtlighet.